# Fleurance
Fleurance település Franciaországban, Gers megyében. Lakosainak száma 6130 fő (2022. január 1.). Fleurance Castelnau-d'Arbieu, Brugnens, Céran, Lalanne, Montestruc-sur-Gers, Pauilhac, Préchac, Réjaumont, Sainte-Radegonde és Urdens községekkel határos.

## Népesség
A település népességének változása:
| Lakosok száma | 5154 | 6088 | 6368 | 6257 | 6280 | 6181 | 6021 | 5924 | 5890 | 6130 |
|               | 1968 | 1982 | 1990 | 2006 | 2013 | 2015 | 2017 | 2019 | 2020 | 2022 |